# ブルーフィルム 青の時代 1905-30
『ブルーフィルム 青の時代 1905-30』(ブルーフィルム あお の じだい 1905-30、仏: Polissons et galipettes、「ならず者と宙返り」の意味)は、2002年に公開されたフランスのコンピレーションポルノ映画。ブルーフィルムは和製英語であり、日本語版にのみ付される題名である。

## 概要
近年、フランスの某名家の邸宅の屋根裏より、1905年から1930年にかけて製作されたサイレントハードコアポルノ映画の300リール超に及ぶフィルムが発見され、その中から選抜された12作品を、エリック・ル・ガンによる新しいサウンドトラックを加えてミシェル・レイヤック監督が再編集したものである。
映画のほとんどは、高級売春宿の待合室で、客の性欲を視覚的に亢進させたり、初めて店を訪れた若い客に向けて性行為を解説したりするための上映を目的としてフランスで製作されたものだが、中には、1928年ごろに正体不明のアーティストが製作し、劇場公開されることがなかったアメリカ合衆国のポルノアニメーション映画『エヴァレディ・ハートンの埋もれた財宝』も含まれている。
映画のテーマには『蝶々夫人』のような古典のポルノへの翻案、銃士と乳搾り女の出会いといった定型的ポルノの走り、好色な尼と僧というストックキャラクター、動物性愛（動物との性的行為）があり、編集者のレイヤックによれば、それらは「現代のポルノ産業は何も発明しなかった—すべては我々の曽祖父母によって既に撮影されていた」ことを提示しているという。
2003年の公開当時は、その内容が部分的には「古典的な」様式と時代であり「歴史的映像」であるにもかかわらず、イギリスの映画館では10年以上にわたり18歳未満の者の観賞が禁止された最初の映画であった。
日本版は、2005年3月25日に竹書房より本記事の題名を付されてDVD形式で発売されたが、場面によっては映像にモザイク処理が施されている。

## 収録映画
収録された映画は以下の通り。日本語の題名は竹書房発売の日本版による。カッコ内にはフランス語および英語の原題と製作年を示す。
- 『髪結い』(仏:  La Coiffeuse、1905年)
- 『フェミネットのアトリエ』(仏: Atelier Faiminette、1921年)
- 『修道院のビット氏』(英: Mr. Abott Bitt at convent、1925年)
- 『尻叩き学級』(仏: La Fessée à l’école、1925年)
- 『レストランの騎兵』(仏: Mousquetaire au restaurant、1920年)
- 『覗き女』(仏: La Voyeuse、1924年)
- 『蝶々婦人』(英: Miss Butterfly、1925年)
- 『アジノール、女をものにする』(仏: Agenor fait un levage、1925年)
- 『ヴァカンスの宿題』(仏: Devoirs de vacances、1920年)
- 『お茶の時間』(仏: L'Heure du thé、1925年)
- 『マッサージ』(英: Massages、1930年)
- 『埋められた財宝』(英: Buried Treasure、1925年)